# Stiff upper lip (uttryck)
Stiff upper lip, är ett engelskt uttryck för en speciell engelsk typ av person eller beteende. Beteckningen är förmågan att ta allt med stoiskt lugn vid motgång eller ansträngning, och att besitta extrem självkontroll. 
Termen används mest i samband med att hålla en stel överläpp "keep a stiff upper lip" om en person med en reserverad attityd.  Uttrycket kan ungefärligt översättas till svenska med "att hålla masken".
Jules Vernes karaktär Phileas Fogg från romanen Jorden runt på 80 dagar, är någon som liknar arketypen av en person med förmågan att hålla en stel överläpp under alla förhållanden.
Monty Python-gänget driver ofta med uttrycket i sina sketcher, speciellt de med höga militärer i.

## Ursprung
Idén om den stela överläppen spåras tillbaka till antikens Grekland och spartanerna, vars kult av disciplin och självuppoffring var en inspirationskälla för det engelska offentliga skolsystemet.
Stoiska idéer antogs av romarna, särskilt kejsaren Marcus Aurelius, som skrev:  "Om du är bekymrad över något yttre, är det inte detta som stör dig, utan ditt eget omdöme om det. Och det är i din makt att utplåna det."
Konceptet nådde England på 1590-talet och förekom i William Shakespeares pjäser; hans tragiska hjälte Hamlet säger: "Det finns inget varken bra eller dåligt men tänkande gör det så".
Frasen blev symbolisk för det brittiska folket, och särskilt för dem som var elever i det engelska offentliga skolsystemet under den viktorianska eran. 